# 錫廷伯恩
錫廷伯恩（Sittingbourne）是英格蘭肯特郡的一個城鎮，距坎特伯里有17英里（27），距倫敦則有45英里（72），位於古羅馬幹道惠特靈大道上。該鎮對岸為謝佩島。
1170 年托馬斯·貝克特去世後，該鎮變得聲名顯赫，因為它為從倫敦前往坎特伯里和多佛的路上提供了便利的休息點。
查塔姆主線連接了錫廷伯恩和倫敦維多利亞車站，並通過1號高速鐵路連繫了聖潘克拉斯車站。從錫廷伯恩至聖潘克拉斯車站的火車車程約一小時。由於一些大型住宅區的動工，錫廷伯恩現在成長快速。 

## 經濟

### 製磚業
1870 年，多達 2,628 名工人在製磚行業工作，而斯塔福德郡（英國第二大磚塊製造區）只有 1,566 名工人在該行業工作。鎮上的製磚活動一直持續到二十世紀中葉。 3.45 英里（5,550 米）長的倫敦橋 - 格林尼治鐵路高架橋的磚塊全部在錫廷伯恩製造，並通過駁船運輸到現場。

### 駁船製造及水運

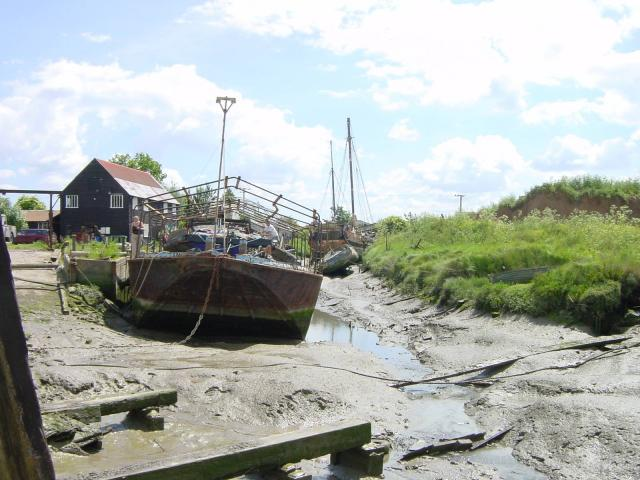
錫廷伯恩的駁船業博物館

許多其他原料和製成品都需要透過駁船運送到泰晤士河、倫敦及其他地區。由於錫廷伯恩非常合適的地理位置，當地發展了成功的駁船建造業。
工業革命期間，錫廷伯恩發展成為一個港口，肯特郡的農產品從當地運往倫敦市場。據信當時建造了500 多種類型的駁船，駁船製造業的中心就位於錫廷伯恩和法弗舍姆之間的一條溪流。
第二次世界大戰後，駁船製造及水運活動開始衰退，當地最後一間修理駁船的船廠亦於 1965 年左右關閉，駁船行業的消失亦使溪流淤積及被廢棄。該船廠曾改造成駁船業博物館，但該館於2008年被縱火焚燬。該博物館隨後有遷至惠斯塔布港口的計劃。
該鎮與水運的連結至今仍透過鎮中心的駁船工青銅雕像得以延續。

### 造紙業
駁船把沙、泥土和製磚用的煤渣等生活垃圾運送至當地的造紙廠和磚場，並在回程時運走成品。
錫廷伯恩於 1708 年開始造紙，錫廷伯恩造紙廠大約建於 1769 年，到 1820 年已不斷發展壯大。 1912 年，錫廷伯恩造紙廠是世界上最大的新聞紙生產商，其 1,200 名員工使用 17 台機器，每週生產超過 2000 噸新聞紙，以滿足弗利特街的需求。
2006 年 10 月，錫廷伯恩造紙廠擁有者決定關閉它。該廠於 2007 年 1 月 23 日生產最後一卷紙後關閉。

## 交通

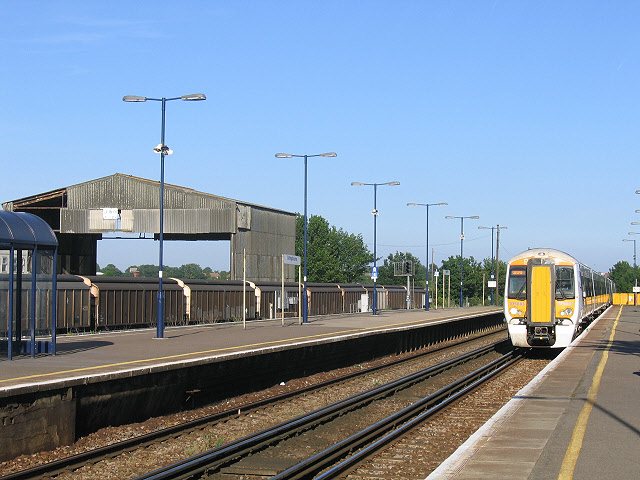
一列在錫廷伯恩站停靠的英國鐵路375型電聯車

錫廷伯恩火車站位於該鎮中心，位於查塔姆主線上（距離倫敦維多利亞車站約 44 英里），靠近施爾尼斯線的交匯處。該站由倫敦、查塔姆和多佛鐵路公司於 1858 年開通，現在由公營的東南鐵路公司管理，該公司負責運營該站所有列車服務。該站提供前往倫敦維多利亞、聖潘克拉斯國際車站（通過1號高速鐵路）、麥德威、坎特伯雷、多佛和拉姆斯蓋特的定期主線和高速鐵路服務，以及每小時一趟前往施爾尼斯的接駁列車服務。
錫廷伯恩站的所有列車服務均由東南鐵路使用英國鐵路375型電聯車和395型電聯車運營。 截至2023年12月，該站於平日非繁忙時段的典型列車班次為：
- 每小時 2 班 往 倫敦聖潘克拉斯
- 每小時 2 班 往 倫敦維多利亞
- 每小時 1 班 往 法弗舍姆
- 每小時 1 班 往 多佛修道院（經坎特伯雷東）
- 每小時 2 班 往 拉姆斯蓋特
- 每小時 1 班 往 施爾尼斯

其中使用1號高速鐵路的列車停靠下列的中途站：
| 1號高速鐵路                                | 1號高速鐵路        | 1號高速鐵路 |
| 路線                                       | 每小時班次（單向） | 中途站 |
| ------------------------------------------ | ------------------ | --- |
| 倫敦聖潘克拉斯 — 法弗舍姆                  | 1                  | - 斯特拉福德國際、埃布斯弗利特國際、格雷夫森德、斯特魯德、羅徹斯特、查塔姆、吉林漢姆、雷納姆（Rainham）、錫廷伯恩                                                      |
| 倫敦聖潘克拉斯 — 拉姆斯蓋特 （經法弗舍姆） | 1                  | - 斯特拉福德國際、埃布斯弗利特國際、格雷夫森德、斯特魯德、羅徹斯特、查塔姆、吉林漢姆、雷納姆、錫廷伯恩、法弗舍姆、惠斯塔布、赫恩貝、濱海比爾琴頓、馬蓋特、布羅德斯泰斯 |

在繁忙時段，該站亦有往返倫敦橋、坎農街的列車服務。

## 外部連結
- Sittingbourne FC （页面存档备份，存于）
- Historical Research Group of Sittingbourne （页面存档备份，存于）
- SFM Radio （页面存档备份，存于）